# Борщагівська волость
Борщагівська волость — історична адміністративно-територіальна одиниця Сквирського повіту Київської губернії з центром у містечку Борщагівка.
Станом на 1886 рік складалася з 9 поселень, 9 сільських громад. Населення — 7878 осіб (3968 чоловічої статі та 3910 — жіночої), 757 дворових господарств.
Наприкінці 1880-х років волость було ліквідовано, а територію у повному складі приєднано до Бабинецької волості.
|                     | Площа, десятин | У тому числі орної, дес. |
| ------------------- | -------------- | ------------------------ |
| Сільських громад    | 4944           | 4365                     |
| Приватної власності | 7216           | 5158                     |
| Іншої власності     | 301            | 225                      |
| Загалом             | 12461          | 9748                     |

Поселення волості:
- Борщагівка — колишнє власницьке містечко при річках Рось й Оріховатка за 30 верст від повітового міста, 839 осіб, 88 дворів, православна церква, костел, синагога, єврейський молитовний будинок, школа, 4 постоялих двори, 22 лавки, ярмарки по неділях через 2 тижні.
- Капустинці — колишнє власницьке село при річці Струга, 577 осіб, 89 дворів, православна церква, водяний млин.
- Каленна — колишнє власницьке село при річці Струга, 552 особи, 74 двори, православна церква, постоялий будинок, постоялий будинок, 2 водяних млини.
- Кур'янці — колишнє власницьке село, 623 особи, 90 дворів, православна церква, постоялий будинок.
- Мармуліївка — колишнє власницьке село при річках Рось й Струга, 474 особи, 72 двори, православна церква, школа, постоялий будинок, водяний млин.
- Польові Скибинці — колишнє власницьке село при річці Оріховатка, 819 осіб, 124 двори, православна церква, постоялий будинок, 2 водяних млини.
- Чепіжинці — колишнє власницьке село при річці Струга, 524 особи, 65 дворів, православна церква, водяний млин.